# NBA Live 09
NBA Live 09 è un videogioco sportivo di pallacanestro con marchio ufficiale della lega NBA, della lega internazionale FIBA e della EA Sports.
Sulla copertina dell'edizione italiana è raffigurato Andrea Bargnani dei Toronto Raptors, mentre negli Stati Uniti vi è Tony Parker dei San Antonio Spurs. È disponibile per le console PlayStation 2, PlayStation 3, PlayStation Portable, Xbox 360 e Wii.

## Modalità di gioco
Questo gioco oltre ai roster ben aggiornati dal giugno/luglio del 2008, presenta delle novità. Saranno disponibili ben 24 team nazionali differenti, con ognuno dei quali si potrà partecipare alla nuova modalità di gioco Campionato Mondiale FIBA, con la quale si giocherà un campionato tra team nazionali per la conquista della coppa del mondo FIBA. La Dinasty Mode è ulteriormente migliorata. Come altre nuove modalità di gioco sarà presente Diventa un professionista, ossia ci si potrà cimentare in una singola partita o in una stagione nella quale selezionare una squadra della NBA utilizzando un solo giocatore, mentre gli altri saranno comandati dal CPU. Infine la nuova modalità Pratica, in cui oltre alla Scuola Schiacciate e all'Allenamento Individuale si potrà selezionare la modalità Allenamento di squadra.
Nella modalità NBA All Stars Weekend tutti gli eventi saranno disputati nell'US Airways Center di Phoenix per il prossimo All Star Weekend del 2009, i partecipanti giocatori del Rookie Team, dei Sophomores, della gara delle schiacciate, della gara dei tiri da 3 punti, della Western Conference e della Eastern Conference saranno quelli della All Stars Weekend 2008 di New Orleans.
Il gioco presenterà più o meno gli stessi comandi, variano a seconda della console che si usa. Nel menu delle opzioni si potrà visualizzare il DNA dei giocatori per vedere tutte le loro caratteristiche. Nel gioco oltre alla normale partita amichevole che si può disputare, saranno presenti le seguenti modalità:
- Stagione
- Playoffs
- Dinasty Mode
- Campionato del mondo FIBA
- Diventa un Professionista (Partita veloce - Stagione)
- NBA All Stars Weekend (Rookie Challenge - Slam Dunk Contest - 3 Point Shootout - NBA All Star Game)
- 1 vs 1
- Freestyle Challenge (Slam Dunk Showdown - Three Point Showdown)
- Training Camp (Allenamento Individuale - Allenamento di squadra - Scuola schiacciate)

Nel gioco sarà possibile, come tutte le precedenti versioni di NBA Live, modificare ulteriormente i rosters delle squadre dell'NBA nel caso vengano, nella vita reale, effettuati degli scambi di giocatori tra squadre dopo la pubblicazione del videogioco.
Ne  Il mio NBA Live  troveremo come sempre l'NBA Store, dove con i punti NBA Store accumulati completando le missioni di gioco dalla  Lista Missioni  , si potranno acquistare scarpe e tatuaggi per le modifiche e le creazioni dei giocatori. Nella  Hall of fame di EA Sports  si potranno visualizzare i trofei individuali e di squadra vinti in Dinasty Mode, il  Libro dei record  e le  Maglie ritirate  sempre con la Dinasty Mode. Si potrà infine visualizzare e ascoltare le musiche di gioco presenti in EA Trax.

## Musica
Lista musica di EA Trax:
1. Teddybears – Next to You
2. Kid Cudi – Day 'n' Nite
3. Damian Marley – The Mission
4. Young Dre the Truth – Save the Music (feat. Good Charlotte)
5. Ladytron – Ghost (feat. Werdplay & Various) (Blestenation Remix)
6. Busta Rhymes – Don't Touch Me
7. Beck – Walls
8. Elephant Man – Throw Your Hands Up (feat. Rihanna)
9. Public Enemy vs. Benny Benassi – Bring the Noise (Remix)
10. Madcon – Beggin
11. Flipsyde – Champion
12. N.E.R.D – Spaz
13. Enur – Calabria 2008 (feat. Natasja)
14. The Whip – Blackout
15. Young MC-Bust a Move – JAFF3R (Don Rimini Ravekid Remix)

## Accoglienza
| Testata         | Versione | Giudizio |
| --------------- | -------- | -------- |
| Play Generation | PS3      | 91/100   |
| Multiplayer.it  | Wii      | 6/10     |
| Multiplayer.it  | PS3      | 7.5/10   |

La rivista Play Generation lo classificò come il quarto miglior gioco di sport del 2008. La stessa testata diede alla versione per PlayStation 3 un punteggio di 91/100, trovando che la serie cestistica firmata da EA abbia superata se stessa con un buon carico di novità e partite più complete e realistiche.
Tommaso Pugliese di Multiplayer.it recensì la versione per Wii, alla quale diede un 6, affermando che rispetto a vari Madden NFL, Tiger Woods PGA Tour e FIFA, si presentava come un prodotto ancora acerbo sotto molti punti di vista, con qualche problema più o meno grave e un gameplay che spesso e volentieri si lasciava andare a situazioni spiacevoli. Le buone idee c'erano, il sistema di controllo funzionava abbastanza bene e le modalità classiche non mancavano, concludendo che i giocatori meno esperti ed esigenti potevano prenderlo in considerazione per qualche partita con gli amici o per provare l'online mentre i più "smaliziati", avrebbero dovuto aspettare l'anno prossimo, sperando in un potenziamento della serie sotto tutti i punti di vista. Successivamente, un altro recensore della stessa testata, recensì l'edizione per PlayStation 3 alla quale diede un 7.5, trovando i controlli semplici e intuitivi e alcune novità nelle meccaniche offensive che regalavano momenti di grande spettacolarità che facevano ben sperare, ma la sensazione di avere implementato troppe caratteristiche senza realmente averne perfezionata nessuna e un sistema di contrasto, difesa e movimento che ancora dimostrava di aver bisogno di diversi ritocchi, ridimensionano notevolmente la qualità della simulazione cestistica di EA Sports. Terminò la recensione affermando: "NBA Live 09 appare come un promettente rookie al primo tiro in sospensione della stagione - efficace e impostato, ma ancora molto manca nel suo DNA per raggiungere lo stile di un clutch 3-pointer da fuoriclasse di uno Steve Nash".